# Aéroport international Rickenbacker
L'aéroport international Rickenbacker (code IATA : LCK • code OACI : KLCK) est un aéroport international civil et militaire desservant la ville de Columbus.
La 121st Air Refueling Wing (en) y est stationnée.
L'aéroport est ouvert en juin 1942 en tant que centre d'entraînement de l'Army Air Corps et rebaptisée Lockbourne Air Force Base quelques années plus tard. La base prend le nom de Rickenbacker Air Force Base en 1974, d'après l'as américain Edward Vernon Rickenbacker. 
En 1953 et 1954, l'aéroport accueille des rassemblements organisées par le Sports Car Club of America. 